# Wandsworth Bridge

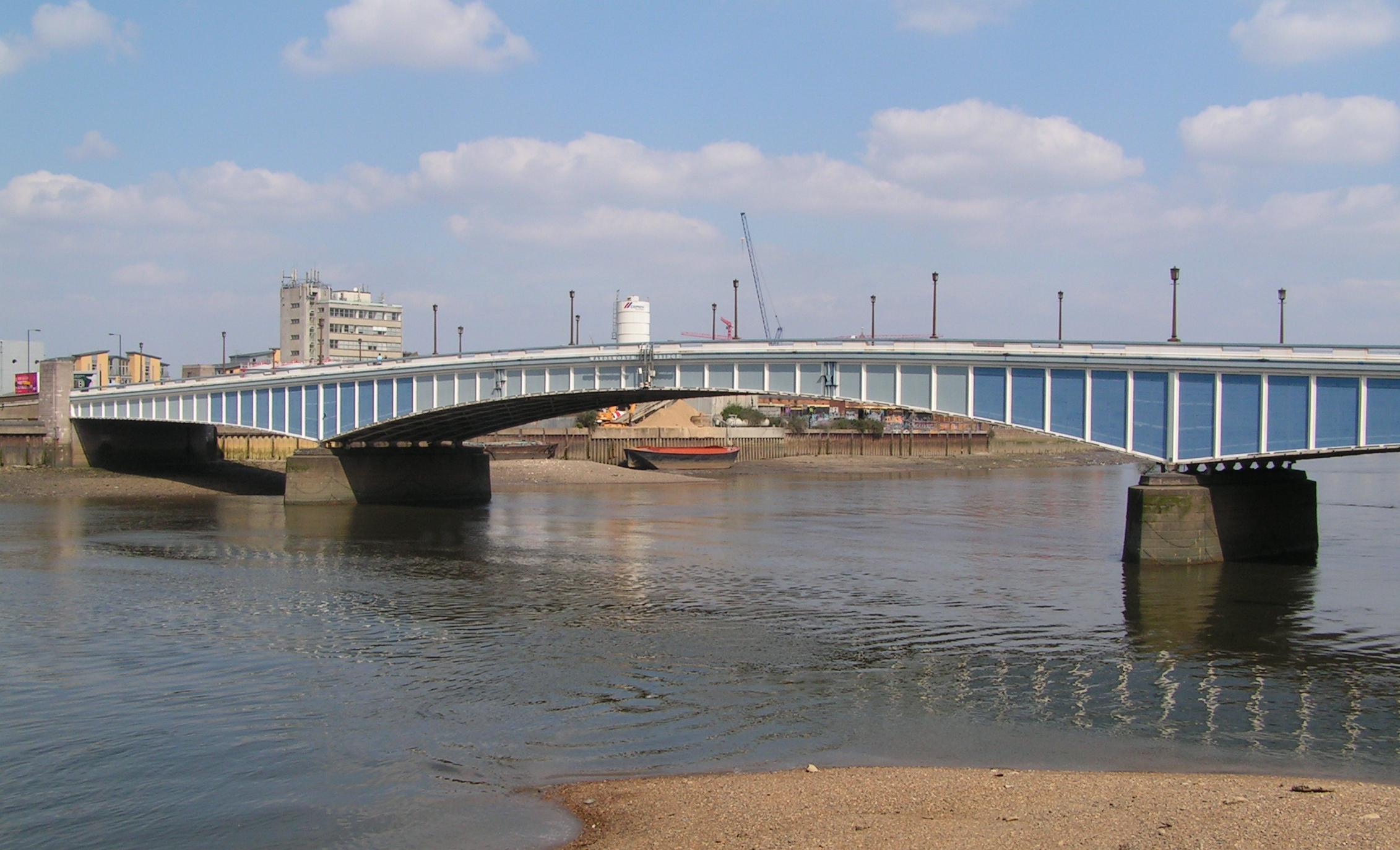
Wandsworth Bridge vom Südwesten her gesehen

Die Wandsworth Bridge ist eine Straßenbrücke über den Fluss Themse in London. Sie verbindet den Stadtteil Parsons Green im Stadtbezirk London Borough of Hammersmith and Fulham auf der Nordseite mit dem Stadtteil Wandsworth im Stadtbezirk London Borough of Wandsworth auf der Südseite. Über die aus Stahl errichtete, 197 m lange Auslegerbrücke führt die Hauptstraße A217.
Obschon die Baugenehmigung bereits 1864 vorlag, wurde die Brücke erst 1873 vollendet. Sie bestand aus Schmiedeeisen, die Fahrbahn war aus Holz. Als das Metropolitan Board of Works im Jahr 1880 die Brücke erwarb, schaffte sie die Maut ab. Die damals begonnenen Planungen für einen Neubau verzögerten sich um Jahrzehnte. Erst 1935 erteilte der London County Council die Baugenehmigung. Mit einer temporären Brücke konnte der Verkehr während der Bauzeit aufrechterhalten werden. Die Eröffnung der neuen Brücke erfolgte 1940.